# Culex baisasi
Culex baisasi är en tvåvingeart som beskrevs av Sirivankarn 1972. Culex baisasi ingår i släktet Culex och familjen stickmyggor.
Artens utbredningsområde är Filippinerna. Inga underarter finns listade i Catalogue of Life.